# Национальная автодорога 1 (Вьетнам)
Национальная автодорога 1 — вьетнамское шоссе, проходящее через всю страну от вьетнамско-китайской границы на севере страны до города Намкан на полуострове Камау на юге. Бо́льшая часть автодороги включена в Азиатский маршрут AH1.

## Маршрут
- 16 км — Лангшон
- 119 км — Бакзянг
- 139 км — Бакнинь
- 170 км — Ханой, столица Вьетнама
- 229 км — Фули (провинция Ханам)
- 263 км — Хоалы
- 323 км — Тханьхоа
- 461 км — Винь (провинция Нгеан)
- 510 км — Хатинь
- 658 км — Донгхой (провинция Куангбинь)
- 750 км — Донгха (провинция Куангчи)
- 824 км — Хюэ (провинция Тхыатхьен-Хюэ)
- 929 км — Дананг
- 991 км — Тамки (провинция Куангнам)
- 1054 км — Куангнгай
- 1232 км — Куинён (провинция Биньдинь),  выезд на дорогу 1D
- 1329 км — Туихоа (провинция Фуйен)
- 1450 км — Нячанг (провинция Кханьхоа),  выезд на дорогу 1C
- 1528 км — Фанранг-Тхаптям (провинция Ниньтхуан)
- 1701 км — Фантьет (провинция Биньтхуан)
- 1867 км — Бьенхоа (провинция Донгнай)
- 1889 км — Хошимин
- 1936 км — Танан (провинция Лонган)
- 1959 км — Митхо (провинция Тьензянг)
- 2024 км — Виньлонг
- 2058 км — Кантхо
- 2119 км — Шокчанг (провинция Шокчанг)
- 2176 км — Бакльеу
- 2236 км — Камау (провинция Камау)

## Характеристики
- Длина: 2300,45 км[1]
- Ширина: 10-12 м
- Покрытие: асфальт
- Мосты: 874 мостов грузоподъёмностью от 25 до 30 тонн

## История
Национальная автодорога 1 была построена французскими колонистами в начале XX века. Во время Первой и Второй Индокитайских войн, дорога 1 была местом многочисленных боёв между вьетнамскими и французскими или американскими войсками. Одним из наиболее заметных сражений стала операция Камарг в 1953 году.